# گامچن
گامچن (انگلیسی: Gamchen) یک کوه آتشفشانی در شبه‌جزیره کامچاتکای کشور روسیه است.